# Themis (måne)
Themis er navnet på en hypotetisk måne til Saturn. "Opdagelsen" af månen blev offentliggjort den 28. april 1905 af William H. Pickering, der var overbevist om at have konstateret månens eksistens baseret på observationer året forinden. De fotografiske plader, der angiveligt skulle dokumentere månens eksistens - tretten i alt – var optaget i perioden fra den 17. april til den 8. juli 1904. Ingen andre astronomer har imidlertid bekræftet Pickerings fund. 
Pickering navngav den "fundne" måne efter titanen Themis.
Pickering - der syv år tidligere havde opdaget Saturns måne Phoebe - forsøgte at beregne en bane, som viste en forholdsvis høj inklination (39,1° mod ekliptika), en forholdsvis høj eksentricitet (0,23) og en store halvakse (1.457.000 km) lidt mindre end Hyperions. Perioden var angivelig 20,85 dage med en prograd bevægelse.
Pickering estimerede diameteren til 61 km, men da han også anslog diameteren for Phoebe til 68 km, havde han åbenbart overvurderet albedoen. Ved brug af moderne tal for Phoebe får Themis en diameter på 200 km.
Pickering blev tildelt Lalande-prisen af Det franske videnskabsakademi i 1906 for hans "opdagelse af Saturns niende og tiende måne".
Saturns faktiske tiende måne (i rækkefølge efter opdagelsen) var Janus som blev opdaget i 1966 – og senere bekræftet i 1980. Janus' bane ligger langt fra den foreslåede bane for Themis.
Det findes også en asteroide med navn 24 Themis.